# Waldemar Wahlöö
Per Waldemar Wahlöö, ursprungligen Persson, född 15 februari 1889 i Örebro, död 23 mars 1982 Lund, var en svensk journalist, författare, tonsättare och målare. Han var verksam i Stockholm, Trollhättan och Lund, bland annat som journalist vid Sydsvenskan.

## Biografi
Waldemar Wahlöö var son till överkonstapel Per Persson och Hilda Ekbom. Han avlade studentexamen vid Karolinska läroverket i Örebro 1909 och hade handelsutbildning. Han företog studieresor till bland annat Belgien, Nederländerna och Paris samt stipendieresor till världsutställningen. Han var medarbetare i Örebro Dagblad 1910–1913, Svenska Telegrambyrån i Stockholm 1914–1916, redaktör för Borlänge Tidning, Mora Tidning och Ludvika Tidning 1917–1919, notischef i Vårt Land och Folk 1920–1923, redaktör för Trollhättan 1923–1928 samt föreståndare för Sydsvenska Dagbladets Lundaredaktion från 1928.
Han var sekreterare i Visans Vänner Malmö-Lund och i Lunds studentsångarförening från 1931. Han skrev prologer, tonsatte bland annat tolv visor av Jeremias i Tröstlösa och två Karlfeldt-dikter. Han ägnade sig gärna åt vissång till luta och deltog i ett flertal sångarfärder. Han fick Mannerheims  Barnskyddsförbunds förtjänstmedalj 1947 och Patriotiska Sällskapets guldmedalj 1948. Som konstnär var Wahlöö autodidakt bortsett från några kurser i krokiteckning. Separat hade sin debututställning 1945 hos Aura i Lund och han ställde därefter ut några gånger separat på Krognoshuset i Lund och han medverkade i en rad samlingsutställningar med bland annat Konstnärsgillet i Lund och olika konstföreningar. Hans konst består av landskapsmotiv utan att eftersträva någon fotografik återgivning utförda i olja med palettknivsteknik samt teckningar. 
Wahlöö var gift första gången 1914–1928 med Astrid Lundberg (1891–1960), med vilken han fick döttrarna Rigmor Nyberg (1914–2005) och Mejt Levin (1918–2004). Andra gången gifte han sig 1928 med Karin Svensson (1905–1990), med vilken han hade tre barn: författaren Per Wahlöö (1926–1975), arkivarien Claes Wahlöö (1939–2019) och författaren Karin Wahlöö de Soto (född 1941).
Waldemar Wahlöö är gravsatt i minneslunden på Norra kyrkogården i Lund.